# Stahlgewitter
Stahlgewitter — німецький музичний гурт напряму рок проти комунізму, утворений в 1995 році. Виступи гурту проводяться повністю німецькою мовою.
У 2002 році гурт підписав контракт з німецьким видавцем музики PC Records, угода має великий успіх, продавши 8000 копій альбому «Politischer Soldat».

## Дискографія
- 1996 — «Das eiserne Gebet»
- 1998 — «Germania»
- 2001 — «Amalek»
- 2002 — «Politischer Soldat»
- 2003 — «Germania über alles»
- 2006 — «Auftrag Deutsches Reich»
- 2008 — «Politischer Soldat — Neuauflage»